# Bernardo Esteves
Bernardo Esteves Gonçalves da Costa, ou apenas Bernardo Esteves, é um jornalista brasileiro que atua principalmente na área de meio ambiente e ciência. É colaborador da Revista Piauí e coordena o podcast A Terra É Redonda.

## Carreira
Bernardo fez seu doutorado investigando controvérsia e negacionismo na Wikipédia lusófona, focando em especial no tema do negacionismo climático. Também publicou artigo sobre as dinâmicas de contribuição em verbetes sobre a pandemia de gripe suína em 2009.
Em 2018, foi premiado no Prêmio IMPA de Jornalismo por sua matéria sobre o acelerador de partículas Sirius.
Em 2020, o jornalista foi finalista do Prêmio Vladmir Herzog de jornalismo por seu podcast "A Terra é Redonda".
Em 2022, palestrou à convite da primeira conferência brasileira de projetos Wikimedia sobre o tema de desinformação na Wikipédia.